# الساندرو آلوری
الساندرو آلوری (به ایتالیایی: Alessandro Allori) (‏۳ مه ۱۵۳۵ - ۲۲ سپتامبر ۱۶۰۷) یک نقاش پرتره ایتالیایی از آموزشگاه منریست فلورانس بود. او در فلورانس زاده شد. آلوری در سال ۱۵۴۰ پس از مرگ پدرش، نزد آنیولو برونتسینو نقاش مشهور سبک مانریسم که به خاطر نزدیکی و صمیمیت بسیار او را عمو خطاب می‌کرد، آموزش هنر دید و پرورش یافت.

## زندگی شخصی
او پدر کریستوفانو آلوری (۱۵۷۷-۱۶۲۱) نقاش ایتالیایی است.

## آثار اصلی
- عیسی و زن سامری (۱۵۷۵ م. سانتا ماریا نوولا فلورانس)
- جاده‌ای به گلگتا (۱۶۰۴ م. رم)
- مسیح مرده و فرشتگان (موزه هنرهای زیبا، بوداپست)
- پرتره پیرو دی مدیچی (موزه هنر سائوپائولو)
- ماهی‌گیری پرل (۷۲-۱۵۷۰ م. فلورانس)
- سوسانا و مهتران
- داستان زندگی بشر
- معجزه راه رفتن سنت پیتر بر روی آب
- ونوس و کوپید (۱۵۷۰ م. مون‌پلیه)

## نگارخانه

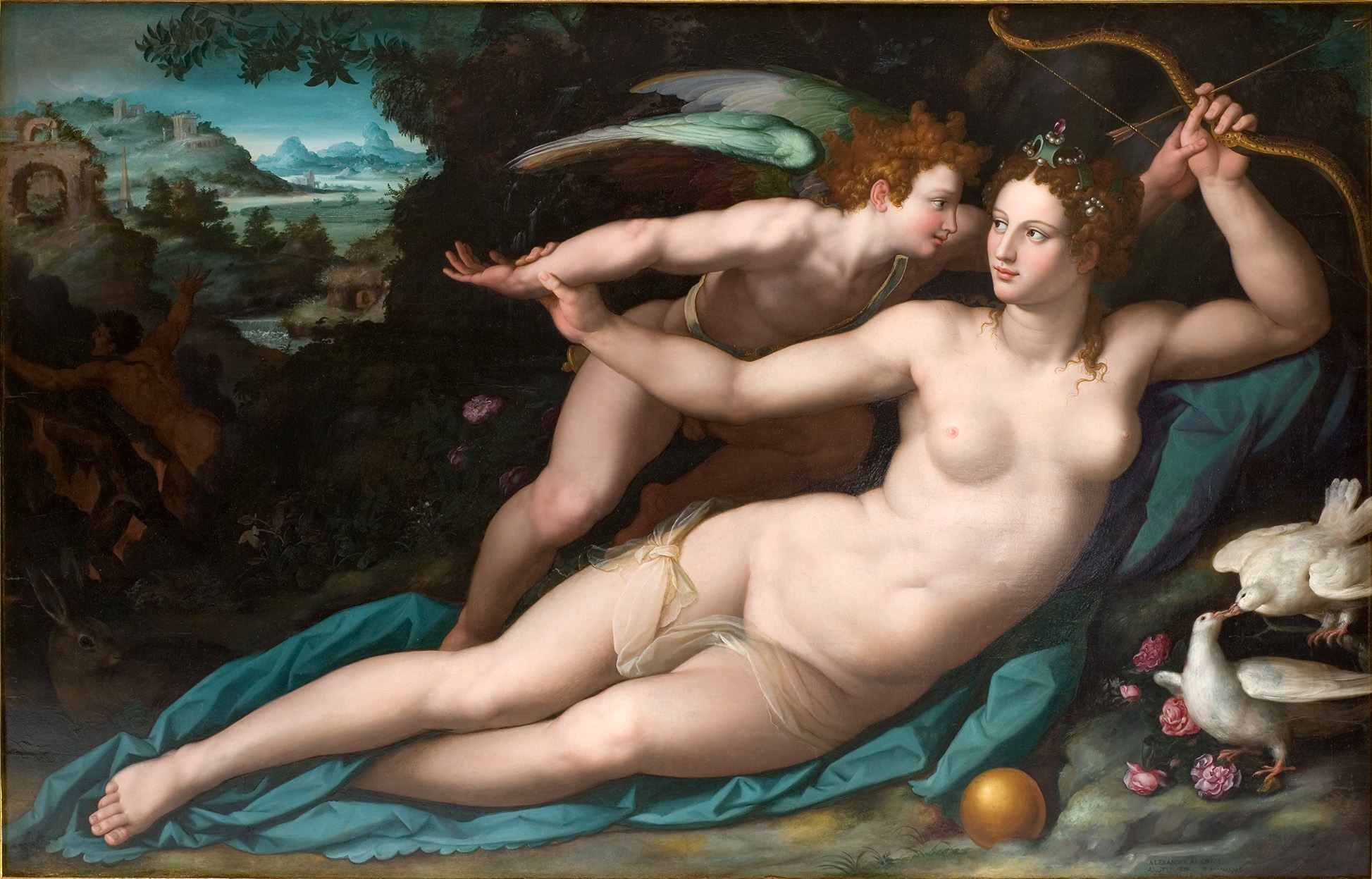
تابلوی ونوس و کوپید، ۱۵۷۰ م.